# Pleurorthotrichum
Pleurorthotrichum là một chi rêu trong họ Orthotrichaceae.